# Aspidothelium cinerascens
Aspidothelium cinerascens är en lavart som beskrevs av Vain. 1890. Aspidothelium cinerascens ingår i släktet Aspidothelium och familjen Aspidotheliaceae.   Inga underarter finns listade i Catalogue of Life.